# NGC 3359
NGC 3359 (również PGC 32183 lub UGC 5873) – galaktyka spiralna z poprzeczką (SBc), znajdująca się w gwiazdozbiorze Wielkiej Niedźwiedzicy. Odkrył ją William Herschel 28 listopada 1793 roku.
W galaktyce tej zaobserwowano supernową SN 1985H.